# Franz Fischer (pedagog)
Prof. JUDr. Franz Fischer (1793 –?) byl zakladatelem české komercionalistiky.
Od roku 1820 byl řádným profesorem lenního, obchodního a směnečného práva na Právnické fakultě olomouckého akademického lycea. V roce 1828, už jako řádný profesor práva na Universitě Karlo-Ferdinandově v Praze, vydal učebnici obchodního práva, která byla nejpoužívanější rakouskou učebnicí obchodního práva až do vydání ADHGB.[zdroj?]

## Dílo
1. Handbuch der dilatorischen Einwendungen im Civilprocesse Archivováno 16. 8. 2009 na Wayback Machine.. Mösle, Wien 1825, 214 pp.
2. FISCHER, Franz. Über das Recht des Concursmassevertreters. Vídeň: Geistinger, 1826. (Zeitschrift für österreichische Rechtsgelehrsamkeit und politische Gesetzkunde; sv. Januar - Jun). Dostupné online. (německy)
3. Lehrbuch des österreichischen Handelsrechtes 1828; 4. přepracované vydání Archivováno 10. 8. 2009 na Wayback Machine.: Hermann Blodig – Wilhelm Braumüller, Wien 1860, 492 pp.; reprint Adamant Media Corporation 2004, 519 pp., ISBN 978-0-543-96526-4.
4. Die Lehre von der Nichtigkeit der Civilurtheile, ihren Ursachen und gerichtlichen Folgen Archivováno 10. 8. 2009 na Wayback Machine.. Kronberger und Weber, Prag 1829, 327 pp.
5. Die Lehre von der Streitsverkündung überhaupt, und von dem Aufrufe eines Dritten zur gerichtlichen Vertretung insbesondere Archivováno 10. 8. 2009 na Wayback Machine.. Sollinger, Wien 1832, 164 pp.
6. FISCHER, Franz. Naturrecht und natürliche Staatslehre. Gießen: Ferber, 1848. 348 s. Dostupné online. (německy)